# 大分県道57号竹田犬飼線
大分県道57号竹田犬飼線（おおいたけんどう57ごう たけたいぬかいせん）は、大分県竹田市から豊後大野市に至る一般県道である。

## 概要
竹田市大字会々から豊後大野市犬飼町下津尾に至る。
2016年（平成28年）4月1日に国土交通省から順次大分県へ移管され、国道57号から指定替えされた。
国道57号のバイパスである中九州横断道路の整備により、並行する国道57号のうち、中九州横断道路の犬飼IC - 朝地IC間に並行する区間が、2016年（平成28年）4月1日に国土交通省から大分県へ移管された。
指定替えにあたっては、『地元の道路への愛着に対する配慮』として、番号57をそのままに県道に替えたとされているが、偶然にも、大分県の2桁の路線番号は前番の56（大分県道56号中判田下郡線）までが指定されていたため、同じ番号の国道から引き継ぐ形になるという全国的に見ても珍しいケースになった。都道府県道の2桁の路線番号は一般に主要地方道が指定されるが、番号の採番方法が一貫していない沖縄県を除いて、2桁の一般県道は全国的にもこの路線のみである。
2019年（平成31年）4月1日に朝地IC - 竹田ICに並行する国道57号区間も国土交通省から大分県へ移管され、本路線に編入された。

### 路線データ
- 起点：大分県竹田市大字会々（会々七里交差点、国道57号交点、国道442号上、大分県道・熊本県道・宮崎県道8号竹田五ヶ瀬線・大分県道47号竹田直入線起点）
- 終点：大分県豊後大野市犬飼町下津尾（下津尾交差点、国道326号交点）
- 総延長：31.5 km

## 歴史
- 2016年（平成28年）
  - 1月29日 - 大分県告示第53号により認定[4]。
  - 4月1日 - 国道57号の中九州横断道路（犬飼IC - 朝地IC）間に平行する区間が、国土交通省から大分県へ移管され、国道から大分県道（一般県道）になる[1]。
- 2019年（平成31年）4月1日 - 国道57号の中九州横断道路（朝地IC - 竹田IC）間に平行する区間が、国土交通省から大分県へ移管され、国道から大分県道（一般県道）になる[注釈 1][3]。

## 路線状況

### 重複区間
- 国道442号（竹田市大字会々・会々七里交差点（起点） - 豊後大野市朝地町朝地・朝地交差点）

### 道路施設

#### 橋梁
- かがみ橋（濁淵川、竹田市、国道442号重複区間内）
- 千引橋（濁淵川、竹田市、国道442号重複区間内）
- 濁淵大橋（濁淵川、竹田市、国道442号重複区間内）

#### トンネル
起点から
- 七里隧道：延長53 m、1968年（昭和43年）竣工、竹田市、国道442号重複区間内
- 七里人道トンネル（人道）：延長71 m、2002年（平成14年）竣工、竹田市、国道442号重複区間内
- 笹無田（ささむた）隧道：延長105 m、1961年（昭和35年）竣工、竹田市、国道442号重複区間内
- 新笹無田トンネル（人道）：延長137 m、1974年（昭和49年）竣工、竹田市、国道442号重複区間内
- 朝地トンネル：延長140 m、1988年（昭和63年）竣工、豊後大野市

#### 道の駅
- あさじ（豊後大野市[注釈 2]）

## 地理

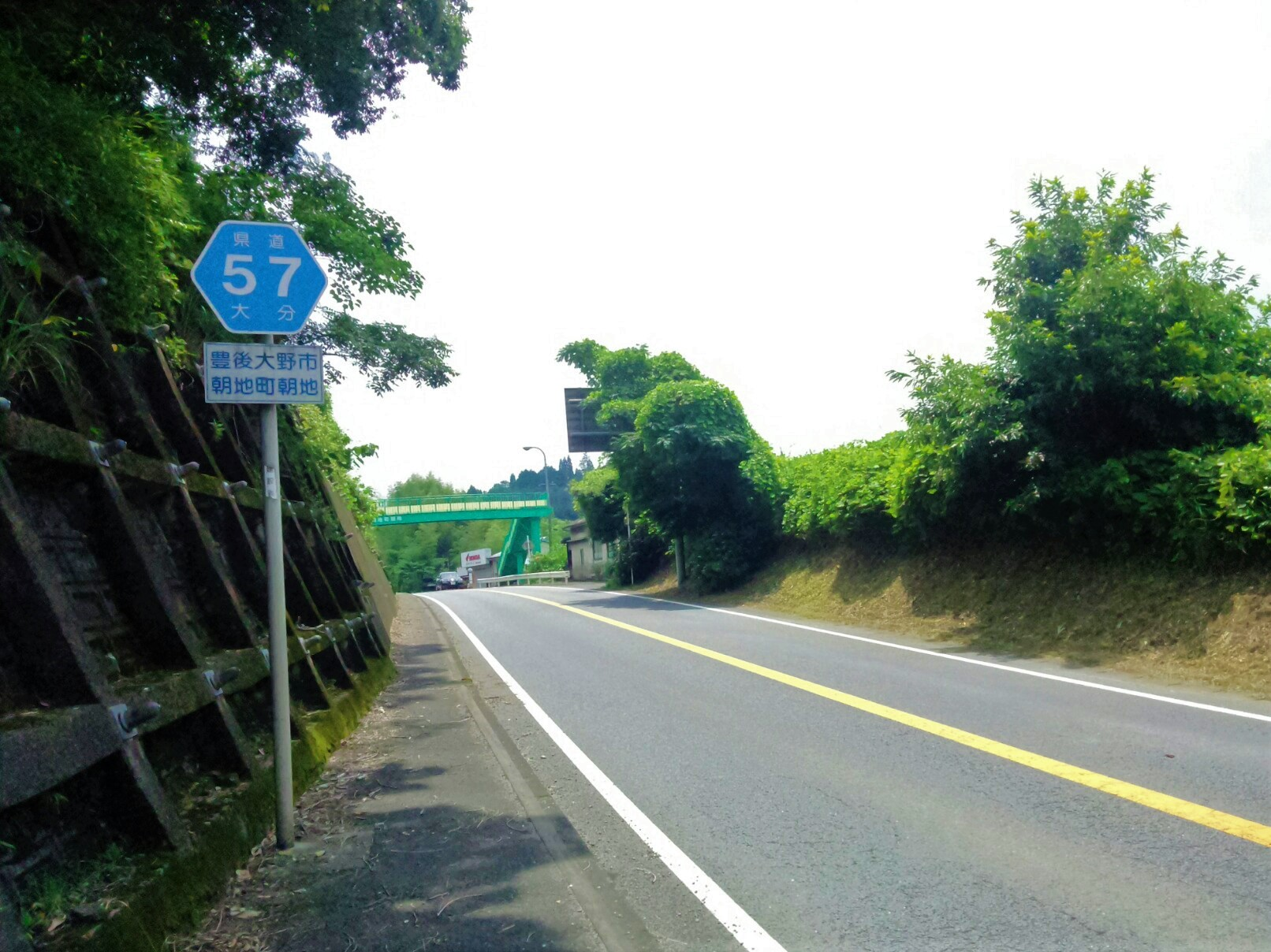
豊後大野市朝地町朝地交差点近くから東側（大分方面）を望む

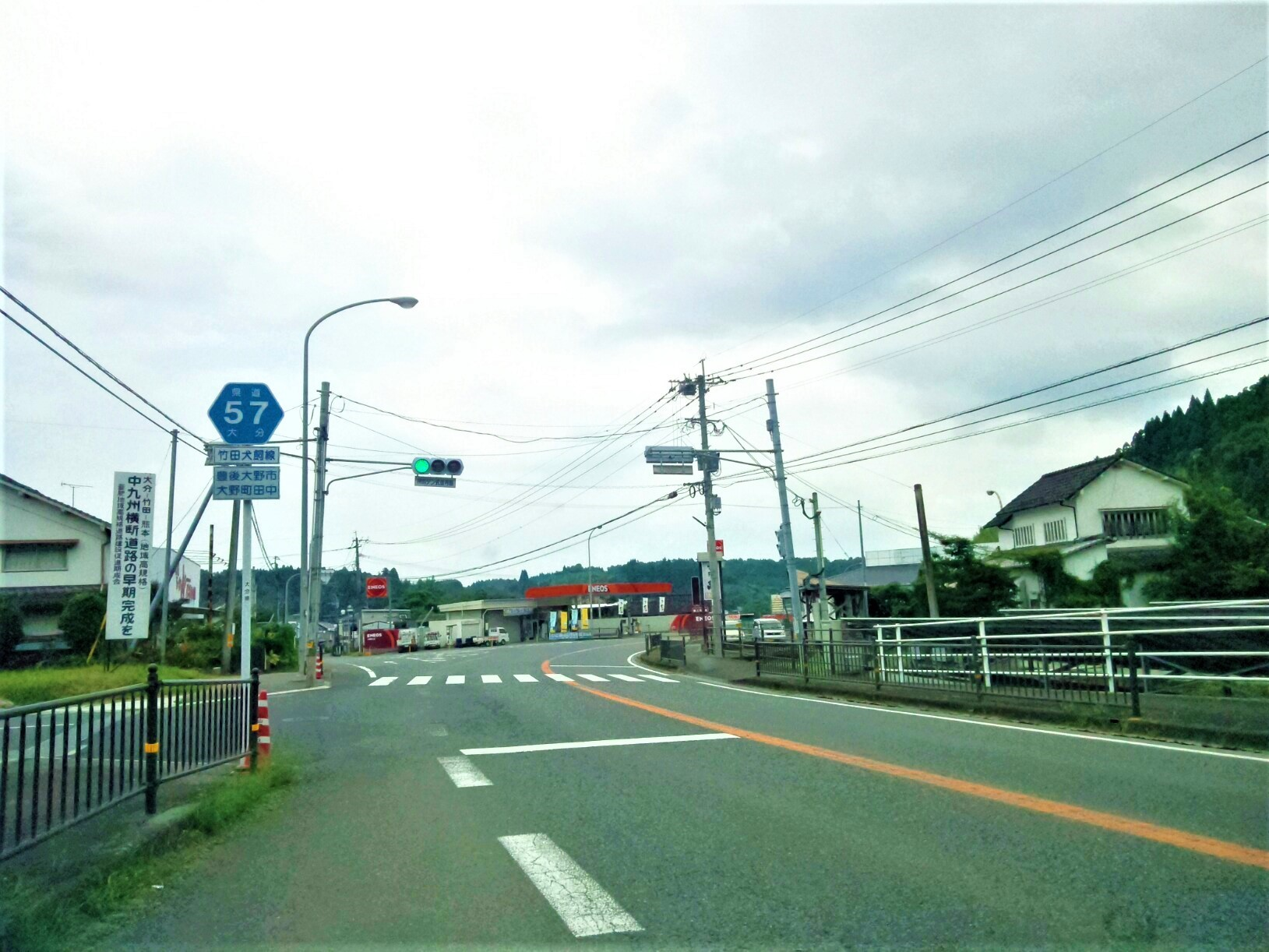
豊後大野市大野町田中

### 通過する自治体
- 竹田市
- 豊後大野市

### 交差する道路
| 交差する道路                                                                                       | 市町村名   | 交差する場所 | 交差する場所            |
| -------------------------------------------------------------------------------------------------- | ---------- | ------------ | ----------------------- |
| 国道57号 国道442号 重複区間起点 大分県道・熊本県道・宮崎県道8号竹田五ヶ瀬線 大分県道47号竹田直入線 | 竹田市     | 大字会々     | 会々七里交差点 / 起点   |
| 国道442号 重複区間終点                                                                             | 豊後大野市 | 朝地町朝地   | 朝地交差点              |
| 大分県道46号緒方朝地線                                                                             | 豊後大野市 | 朝地町板井迫 | 大恩寺小学校入口交差点  |
| 国道57号 / 中九州横断道路 大野竹田道路                                                             | 豊後大野市 | 朝地町下野   | 朝地IC                  |
| 大分県道657号池田大原線                                                                            | 豊後大野市 | 大野町大原   |                         |
| 大分県道26号三重野津原線                                                                           | 豊後大野市 | 大野町田中   |                         |
| 大分県道693号百枝大野線                                                                            | 豊後大野市 | 大野町田中   |                         |
| 大分県道41号大分大野線                                                                             | 豊後大野市 | 大野町宮迫   |                         |
| 国道57号 / 中九州横断道路 犬飼千歳道路・千歳大野道路 大分県道519号三重新殿線                       | 豊後大野市 | 千歳町下山   | 千歳IC入口交差点 千歳IC |
| 大分県道668号山内新殿線                                                                            | 豊後大野市 | 千歳町新殿   | [ 注釈 3 ]              |
| 大分県道632号中土師犬飼線                                                                          | 豊後大野市 | 千歳町長峰   |                         |
| 大野川上流広域農道 / 奥豊後グリーンロード                                                          | 豊後大野市 | 犬飼町下津尾 |                         |
| 国道57号 / 中九州横断道路 犬飼千歳道路・犬飼バイパス                                               | 豊後大野市 | 犬飼町下津尾 | 犬飼IC入口交差点 犬飼IC |
| 国道326号                                                                                          | 豊後大野市 | 犬飼町下津尾 | 下津尾交差点 / 終点     |

### 交差する鉄道
- 豊肥本線

### 沿線
- 竹田市役所（起点付近）
- 豊後大野市役所
  - 大野支所
  - 犬飼支所（終点付近）